# Список Героев Советского Союза (Армения)

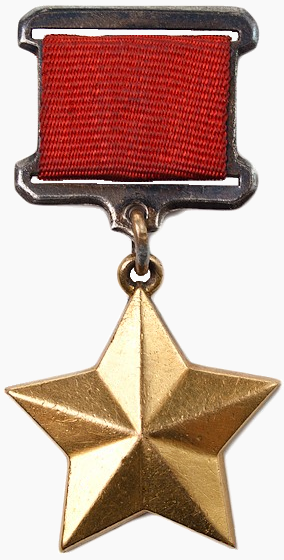
Медаль «Золотая Звезда» — вручалась Героям Советского Союза (автор эскиза — армянский архитектор Мирон Мержанов)

Список Героев Советского Союза, судьба которых в какой-то период времени была связана с Армянской ССР, в том числе прибывших на жительство в Армению после Великой Отечественной войны.

## Дважды Герои Советского Союза
- Баграмян, Иван Христофорович
- Степанян, Нельсон Георгиевич

Памятники Героям
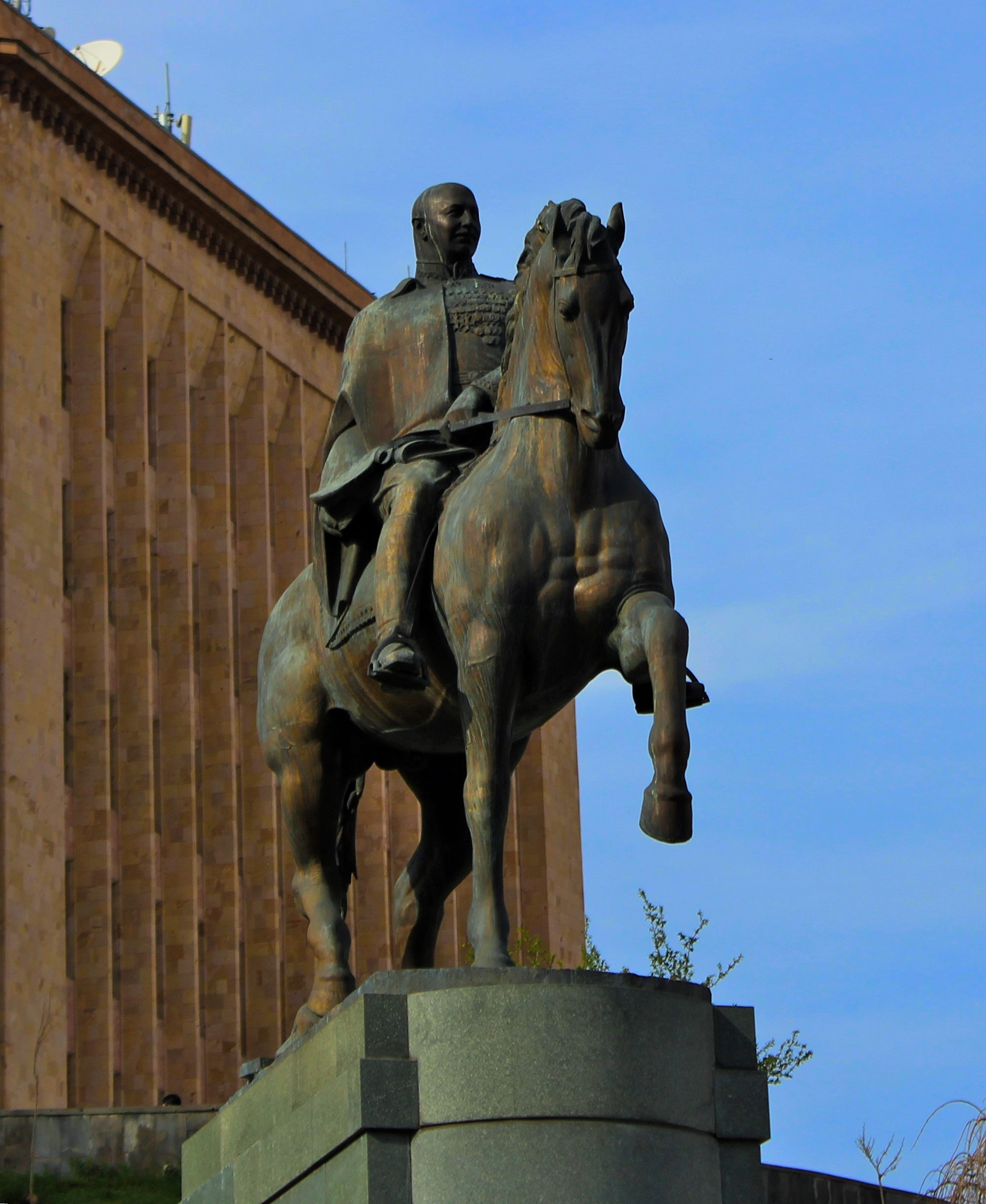
Памятник И. Х. Баграмяну в Ереване
Памятник Н. Г. Степаняну в Шуше

## Герои Советского Союза

### А
- Аветисян, Унан Мкртичович
- Автандылян, Темик Аванесович
- Агамиров, Гога Григорьевич
- Айрапетян, Григорий Михайлович
- Акопян, Рубен Казарович
- Акопянц, Геворк Тамразович
- Аматуни, Ашот Апетович
- Антинян, Авак Вартанович
- Аракелян, Сурен Сумбатович
- Арутюнов, Михаил Агателович
- Арутюнян, Айдин Арутюнович
- Арустамов, Георгий Аркадьевич
- Асламазашвили, Сурен Артёмович
- Асриян, Ашот Минасович

### Б
- Бабаджанян, Амазасп Хачатурович
- Бабаян, Агван Нагапетович
- Бабаян, Амаяк Григорьевич
- Бабаян, Грант Геворкович
- Багдасарян, Семён Карапетович
- Багиров, Рубен Христофорович
- Багян, Григорий Карапетович
- Бастанджян, Мигран Мигранович
- Бурназян, Сергей Авдеевич

### В
- Вартанян, Геворк Андреевич
- Вартумян, Гарник Барсегович
- Ванцян, Вачаган Унанович

### Г
- Гараньян, Эрвант Георгиевич
- Галусташвили, Сократ Алексеевич
- Григорьян, Сергей Вартанович

### Д
- Дарбинян, Левон Хнгяносович
- Дарбинян, Ншан Авакович

### Е
- Егиазарян, Татевос Аршакович
- Елян, Амо Сергеевич

### И
- Исаков, Иван Степанович
- Исраелян, Липарит Мирзоевич

### К
- Казарьян, Ашот Вагаршакович
- Казарян, Амаяк Левонович
- Казарян, Андраник Абрамович
- Казарян, Ашхарбек Саркисович
- Калустов, Григорий Шаумович
- Капрэлян, Рафаил Иванович
- Карапетян, Асканаз Георгиевич
- Караханян, Джаган Саркисович
- Каспаров, Ашот Джумшудович
- Каспарян, Сурен Акопович
- Константинов, Гаруш Сергеевич

### Л
- Левонян, Вайк Амаякович

### М
- Мадоян, Гукас Карапетович
- Манукян, Акоп Балабекович
- Манукян, Андраник Александрович
- Мартиросян, Саркис Согомонович
- Мелетян, Арутюн Рубенович
- Мелконян, Андрей Хачикович
- Микаелян, Гедеон Айрапетович
- Микоян, Степан Анастасович
- Мкртумов, Самсон Мовсесович
- Мкртчян, Арутюн Рубенович
- Мнацаканов, Александр Сидорович
- Мурадян, Андраник Акопович
- Мурдугов, Александр Иосифович
- Мустафаев, Хыдыр Гасан оглы[К 1]

### Н
- Нагульян, Мартирос Карапетович

### О
- Оганесов, Вазген Михайлович
- Оганов, Сергей Мамбреевич
- Оганьянц, Грант Аракелович

### П
- Петросян, Сурен Григорьевич
- Погосян, Арамаис Саркисович

### Р
- Рустамян, Вардкес Аршакович
- Ростомян, Аповен Васильевич

### С
- Сарибекян, Ишхан Барсегович
- Саркисов, Армаис Асатурович
- Саркисов, Фёдор Исаевич
- Саркисян, Сурен Арташесович
- Сафаров, Арам Аввакумович
- Симонян, Карапет Семёнович — герой советско-финской войны
- Сноплян, Амаяк Артынович

### Т
- Тащиев, Сурен Амбарцумович

### Х
- Хачатрян, Хорен Арменакович

### Ч
- Чакрян, Арутюн Хачикович
- Чапчахов, Лазарь Сергеевич — первый армянин, удостоившийся звания Героя Советского Союза
- Чилингаров, Артур Николаевич
- Чилингарян, Сарибек Согомонович

### Ш
- Шалжиян, Михаил Михайлович

### Я
- Языджан, Давид Мисакович

## Лишённые звания
- Пилосьян, Еген Акопович